# Slatiny
Slatiny är en ort i Tjeckien. Den ligger i den centrala delen av landet, 70 km öster om huvudstaden Prag. Slatiny ligger 268 meter över havet och antalet invånare är 562.
Terrängen runt Slatiny är platt.Runt Slatiny är det ganska glesbefolkat, med 50 invånare per kvadratkilometer. Närmaste större samhälle är Jičín, 8,1 km norr om Slatiny. Trakten runt Slatiny består till största delen av jordbruksmark.